# Inre Olovssjön
Inre Olovssjön är en sjö i Storumans kommun i Lappland och ingår i Umeälvens huvudavrinningsområde. Sjön har en area på 0,238 kvadratkilometer och ligger 441,8 meter över havet. Sjön avvattnas av vattendraget Raningsb..

## Delavrinningsområde
Inre Olovssjön ingår i det delavrinningsområde (720154-155397) som SMHI kallar för Inloppet i Yttre Olofssjön. Medelhöjden är 463 meter över havet och ytan är 23,95 kvadratkilometer. Räknas de 2 avrinningsområdena uppströms in blir den ackumulerade arean 58,29 kvadratkilometer. Raningsb. som avvattnar avrinningsområdet har biflödesordning 3, vilket innebär att vattnet flödar genom totalt 3 vattendrag innan det når havet efter 288 kilometer. Avrinningsområdet består mestadels av skog (66 procent) och sankmarker (27 procent). Avrinningsområdet har 0,24 kvadratkilometer vattenytor vilket ger det en sjöprocent på 1 procent.